# ICAP (entreprise)
ICAP plc (Intercapital) est une société de courtage britannique cotée à la Bourse de Londres. Elle fait partie de l'indice FTSE 250. Sa clientèle est majoritairement constituée d'institutions financières. ICAP a son siège à Londres d'où il opère principalement conjointement avec New York (Jersey City) et Tokyo mais également de bureaux dans 21 autres plus petits centres financiers comme Madrid et Sydney. Les transactions quotidiennes qui passent entre ses mains excèdent le trillion de dollar des Etats-Unis (en comptage anglo-saxons Échelles courte), soit le millier de milliards de dollars (en comptage francophone avec Échelles longue).

## Historique
En novembre 2015, Tullett Prebon fusionne ses courtages vocaux avec ceux de ICAP dans une transaction d'un montant de 1,68 milliard de dollars. Dans ce cadre, Tullett aura 44 % dans le nouvel ensemble, ICAP aura 19,9 % et les actionnaires de ses derniers auront en propre 36,1 % de cette filiale.
En décembre 2016, ICAP se renomme NEX Group.
En mars 2018, CME Group annonce l'acquisition de NEX Group, pour 5,5 milliards de dollars.